# Iglesia de San Miguel (Goyás)
La iglesia de San Miguel es un edificio situado en la parroquia española de Goyás, en la provincia de Pontevedra.

## Descripción
El edificio se encuentra en la parroquia española de Goyás, del municipio de Lalín, perteneciente a la provincia de Pontevedra, en la comunidad autónoma de Galicia. Se menciona como iglesia parroquial del lugar en el octavo volumen del Diccionario geográfico-estadístico-histórico de España y sus posesiones de Ultramar de Pascual Madoz, donde aparece descrita con las siguientes palabras: «La igl. parr. (San Miguel), de la que es aneja la de San Cristobal de Pena, está servida por un cura de segundo ascenso y patronato lego».